# Молитва Манассии
Молитва Манассии — короткое произведение из 15 стихов, в котором записана покаянная молитва, приписываемая иудейскому царю Манассии (2Пар. 36:23 → а-м).
Её каноничность оспаривается. Большинство учёных считают, что «Молитва Манассии» была написана на греческом языке во II—I веках до н. э. (в то время как меньшинство выступает за семитский оригинал). Признано, что она могла быть написана и в первой половине I века н. э., но в любом случае до разрушения Храма в 70 году н. э. Другой текст, называемый так же и написанный на еврейском языке, был найден среди свитков Мёртвого моря (4Q381:17).

## Происхождение
Манассия известен по Библии как один из самых идолопоклоннических царей Иудеи (2Цар. 21:1–18; 2Пар. 33:1–9). Во второй Книге Паралипоменон, но не во второй Книге Царств, записано, что Манассия был взят в плен ассирийцами (2Пар. 33:11–13). Находясь в плену, Манассия молился о прощении, а после освобождения и восстановления на престоле отринул своё идолопоклонство (2Пар. 33:15–17). Ссылка на молитву, но не сама молитва, помещена во 2Пар. 33:19: там говорится, что молитва записана в «записях царей Израилевых».

## Каноничность
Молитва появляется на древнесирийском, старославянском, эфиопском и армянском переводах. В эфиопской Библии молитва встречается во 2 Паралипоменоне. Самым ранним греческим текстом является Александрийский кодекс V века. Еврейская рукопись молитвы была найдена в каирской генизе. Иудеи, католики и протестанты считают его недостоверным. Текст был помещён в конце 2 Паралипоменона в Вульгате конца IV века. Спустя тысячелетие Мартин Лютер включил эту молитву в свой 74-й книжный перевод Библии на немецкий язык. Он был частью Библии Матфея 1537 года и Женевской Библии 1599 года. Он также появляется в апокрифах Библии короля Якова и оригинальной Библии Дуэ-Реймса 1609/1610 годов. Папа Климент VIII включил эту молитву в приложение к Вульгате.
Молитва включена в некоторые версии греческой Септуагинты. Например, Александрийский кодекс V века включает молитву среди четырнадцати од, появляющихся сразу после псалмов. Православными христианами она признана девтероканонической книгой. Молитва поётся во время православной и византийско-католической службы Великого повечерия. Она используется в римском обряде как часть Респонсория после первого чтения в утрене в 14-е воскресенье рядового времени (вместе с 50-м псалмом). В особой форме, в бревиарии римского обряда; в седьмой из респонсорий, исполняемых с чтениями из книг Царств между Троицей и августом, цитируется молитва Манассии вместе со стихами 50-го псалма, основного покаянного псалма. Она также используется как песнь в часах в Книге общих молитв США 1979 года, используемой Епископальной церковью США, и как песнь 52 в Common Worship: Daily Prayer Англиканской церкви.